# Roads and Transport Authority
Roads and Transport Authority (араб. _BOS_يئة الطرق الالموارلات) — крупное независимое транспортное предприятие в Дубае. Основано 1 ноября 2005 года.

## История
Компания RTA была основана 1 ноября 2005 года законом №17. Основателем компании являлся Мактум ибн Рашид Аль Мактум.
Целью создании компании являются разработки интегрированных, устойчивых транспортных систем мирового класса для жителей Дубая. В 2012 году Дубайское метро было занесено в книгу рекордов Гиннесса как самая длинная в мире полностью автоматизированная система метро без машиниста. Протяжённость составляет 75 км.

## Административная система
Компанию RTA возглавляет генеральный директор и председатель Совета исполнительных директоров Маттар Мохаммед Аль Тайер. Администрация разделена на пять различных агентств или департаментов, каждый из которых имеет своих собственных директоров.
- Агентство общественного транспорта
- Дорожное управление
- Железнодорожное агентство
- Лицензирующее агентство
- Дубайское такси

## Пассажиропоток в метро, автобусах и трамваях
RTA является единственным поставщиком услуг общественного транспорта. Около 1442 автобусов эксплуатируется на 107 маршрутах, обслуживая почти 7 миллионов пассажиров, совершающих около 179000 поездок в месяц. В 2014 году пассажиропоток Дубая достиг 531350 млн человек.
Некоторые автобусы Дубая электрические. С октября 2023 года они эксплуатируются в качестве «пробных». Единственный маршрут электробуса — eB1.

## Услуги и технологии
Официально компания RTA запустила мобильное приложение, поддерживающее следующие услуги:
- Nol Card
- RTA Smart Drive
- Dubai Drive
- S'hail App
- Salama Magazine
- Smart Salik
- RTA Dubai
- Wojhati
- Nol Pay
- DTC Smart App